# Josh Hart
Josh Hart (Silver Spring, Maryland, 6 de marzo de 1995) es un baloncestista estadounidense que pertenece a la plantilla de los New York Knicks de la NBA. Con 1,93 metros de estatura, juega en la posición de escolta.

## Trayectoria deportiva

### Primeros años
Hart asistió al instituto privado Sidwell Friends School, donde en su temporada júnior promedió 20,6 puntos y 11,6 rebotes por partido. Sin embargo, estuvo a punto de ser expulsado de la escuela debido a su bajo rendimiento académico, pero padres y compañeros pidieron a la dirección que le dieran una segunda oportunidad. En su temporada sénior mejoró sus estadísticas hasta los 24,3 puntos, 13,4 rebotes y 2,8 robos de balón, llevando al equipo a un balance de 22 victorias y 9 derrotas. Fue incluido por el Washington Post en el mejor quinteto del Área metropolitana de Washington D. C..

### Universidad

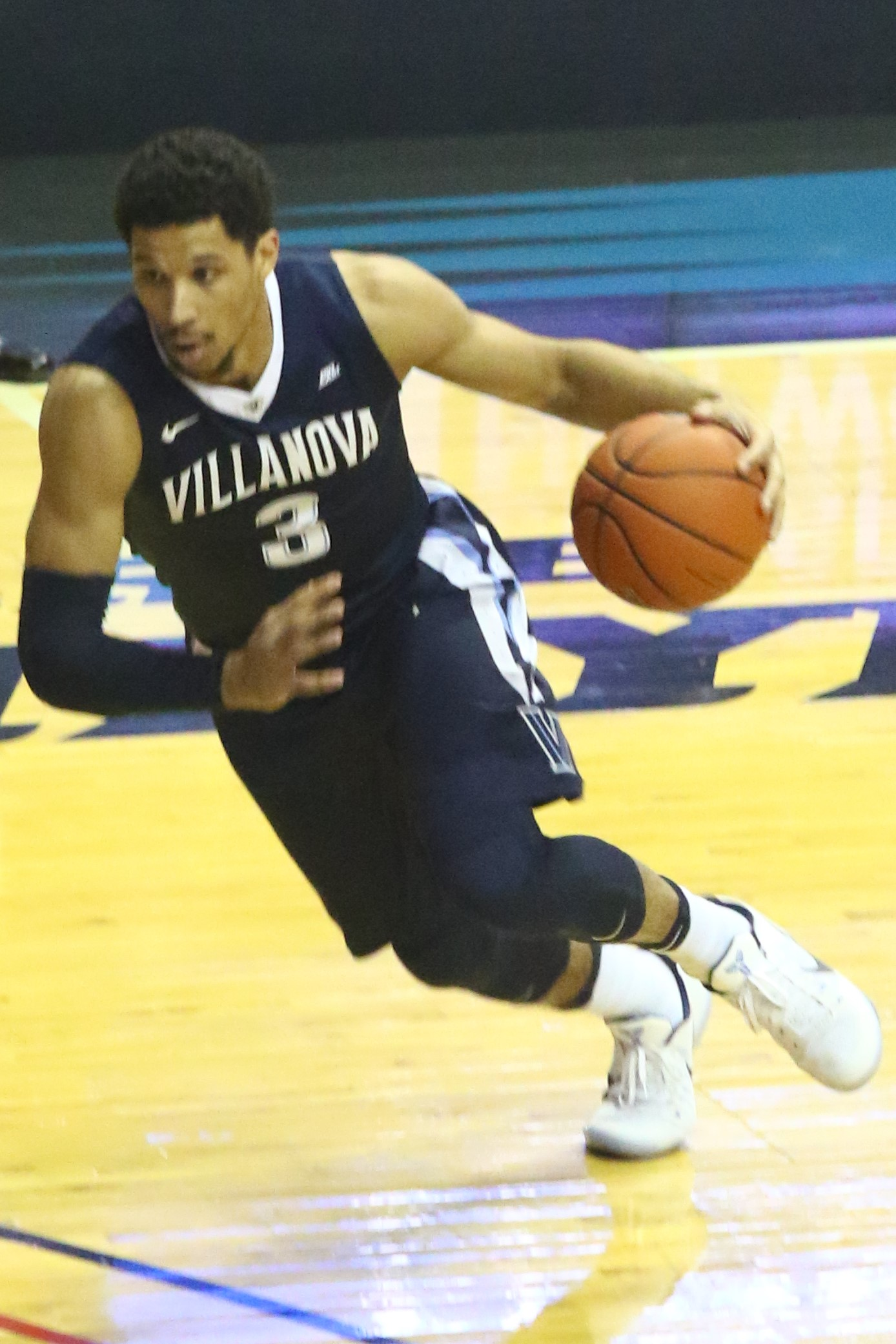
Josh Hart con Villanova Wildcats en 2017.

Tras considerar las opciones de Rutgers y Penn State, en 2012 se comprometió finalmente con los Wildcats de la Universidad Villanova. Jugó cuatro temporadas, en las que promedió 13,2 puntos, 5,6 rebotes, 1,8 asistencias y 1,1 robos de balón. En sus dos últimas temporadas fue incluido en el mejor quinteto de la Big East Conference, y en 2017 además fue elegido Jugador del Año de la conferencia.
También recibió otros galardones, como el Premio Julius Erving al mejor alero de la División I de la NCAA, o el Premio Senior CLASS al mejor universitario en su temporada sénior.

#### Estadísticas
| Año     | Equipo    | PJ  | PT  | MPP  | %TC  | %3P  | %TL  | RPP | APP | ROB | TPP | PPP  |
| ------- | --------- | --- | --- | ---- | ---- | ---- | ---- | --- | --- | --- | --- | ---- |
| 2013–14 | Villanova | 34  | 34  | 21.4 | .500 | .313 | .677 | 4.4 | 0.9 | 0.6 | 0.3 | 7.8  |
| 2014–15 | Villanova | 36  | 36  | 25.5 | .515 | .464 | .670 | 4.5 | 1.5 | 1.1 | 0.4 | 10.1 |
| 2015–16 | Villanova | 40  | 40  | 31.4 | .513 | .357 | .752 | 6.8 | 1.8 | 1.2 | 0.2 | 15.5 |
| Total   | Total     | 110 | 110 | 25.1 | .509 | .388 | .677 | 5.1 | 0.9 | 1.8 | 0.3 | 10.5 |

### Profesional
Fue elegido en la trigésima posición del Draft de la NBA de 2017 por los Utah Jazz, pero poco después fue traspasado junto a la elección 42, Thomas Bryant a Los Angeles Lakers a cambio de la elección 28, Tony Bradley. El 3 de julio firmó su contrato de rookie con los Lakers.
Tras dos temporadas en Los Ángeles, el 6 de julio de 2019, los Lakers traspasan a Hart, junto a Lonzo Ball y Brandon Ingram a los New Orleans Pelicans, a cambio de Anthony Davis.
El 16 de agosto de 2021, acuerda una extensión de contrato con los Pelicans por $38 millones y 3 años.
El 8 de febrero de 2022, es traspasado junto a Tomáš Satoranský, Nickeil Alexander-Walker y Didi Louzada a Portland Trail Blazers a cambio de C. J. McCollum, Larry Nance Jr. y Tony Snell. El 12 de marzo ante Washington Wizards anota 44 puntos, récord personal de anotación.
Ya en su segunda temporada con los Blazers, el 7 de noviembre de 2022, anotó una canasta ganadora sobre la bocina ante Miami Heat. El 8 de febrero es traspasado a New York Knicks a cambio de Cam Reddish, Ryan Arcidiacono y Svi Mykhailiuk.
El 30 de diciembre de 2024 logró un triple-doble con 23 puntos, 15 rebotes y 10 asistencias en una victoria por 126-106 sobre los Washington Wizards. En el siguiente partido, el 1 de enero de 2025, consiguió otro triple-doble con 15 puntos, 14 rebotes y 12 asistencias en una victoria por 119-103 sobre Utah Jazz. Se convirtió en el quinto jugador en la historia de la franquicia de los Knicks en lograr dos triples-dobles consecutivos, uniéndose a Richie Guerin, Jerry Lucas, Walt Frazier y Micheal Ray Richardson. El 25 de marzo ante Dallas Mavericks consigue su noveno triple-doble de la temporada, superando el récord de la franquicia neoyorquina que poseía Walt "Clyde" Frazier desde que consiguió 8 triple-dobles en la temporada 1968-69. Ese mismo día logró otro récord de franquicia, junto a Karl-Anthony Towns, al ser la primera pareja de los Knicks en conseguir ambos un triple-doble en el mismo encuentro. Al término de la temporada regular finaliza con el mayor promedio de minutos jugados de la liga (37,6).

### Selección nacional
Durante agosto y septiembre de 2023 fue integrante de la selección de Estados Unidos que participó en el Mundial de 2023 celebrado en Asia, y que finalizó en cuarto lugar, tras perder la final de consolación ante Canadá.

## Estadísticas de su carrera en la NBA
|  | Líder de la liga |

### Temporada regular
| Año     | Equipo      | PJ  | PT  | MPP  | %TC  | %3P  | %TL  | RPP | APP | ROB | TPP | PPP  |
| ------- | ----------- | --- | --- | ---- | ---- | ---- | ---- | --- | --- | --- | --- | ---- |
| 2017-18 | L.A. Lakers | 63  | 23  | 23.2 | .469 | .396 | .702 | 4.2 | 1.3 | .7  | .3  | 7.9  |
| 2018-19 | L.A. Lakers | 67  | 22  | 25.6 | .407 | .336 | .688 | 3.7 | 1.4 | 1.0 | .6  | 7.8  |
| 2019-20 | New Orleans | 65  | 16  | 27.0 | .423 | .342 | .739 | 6.5 | 1.7 | 1.0 | .4  | 10.1 |
| 2020-21 | New Orleans | 47  | 4   | 28.7 | .439 | .326 | .775 | 8.0 | 2.3 | .8  | .3  | 9.2  |
| 2021-22 | New Orleans | 41  | 40  | 33.5 | .505 | .323 | .753 | 7.8 | 4.1 | 1.1 | .3  | 13.4 |
| 2021-22 | Portland    | 13  | 13  | 32.1 | .503 | .373 | .772 | 5.4 | 4.3 | 1.2 | .2  | 19.9 |
| 2022-23 | Portland    | 51  | 51  | 33.4 | .504 | .304 | .731 | 8.2 | 3.9 | 1.1 | .2  | 9.5  |
| 2022-23 | New York    | 25  | 1   | 30.0 | .586 | .519 | .789 | 7.0 | 3.6 | 1.4 | .5  | 10.2 |
| 2023-24 | New York    | 81  | 42  | 33.4 | .434 | .310 | .791 | 8.3 | 4.1 | .9  | .3  | 9.4  |
| 2024-25 | New York    | 77  | 77  | 37.6 | .525 | .333 | .776 | 9.6 | 5.9 | 1.5 | .4  | 13.6 |
| Total   | Total       | 530 | 289 | 30.4 | .471 | .342 | .753 | 7.0 | 3.2 | 1.0 | .3  | 10.3 |

### Playoffs
| Año   | Equipo   | PJ | PT | MPP  | %TC  | %3P  | %TL  | RPP  | APP | ROB | TPP | PPP  |
| ----- | -------- | -- | -- | ---- | ---- | ---- | ---- | ---- | --- | --- | --- | ---- |
| 2023  | New York | 11 | 5  | 32.1 | .479 | .313 | .636 | 7.4  | 2.2 | .8  | .3  | 10.4 |
| 2024  | New York | 13 | 13 | 42.1 | .440 | .373 | .729 | 11.5 | 4.5 | 1.0 | .8  | 14.5 |
| 2025  | New York | 18 | 14 | 35.7 | .472 | .370 | .776 | 8.8  | 4.4 | 1.1 | .6  | 11.6 |
| Total | Total    | 42 | 32 | 26.7 | .461 | .359 | .737 | 9.3  | 3.9 | 1.0 | .5  | 12.2 |